# Leptopteris wilkesiana
Leptopteris wilkesiana är en safsaväxtart som först beskrevs av Brackenr., och fick sitt nu gällande namn av Christ. Leptopteris wilkesiana ingår i släktet Leptopteris och familjen Osmundaceae. Inga underarter finns listade.